# Hans Simonsson
Hans Simonsson (* 5. Januar 1962 in Färgaryd, Gemeinde Hylte) ist ein ehemaliger schwedischer Tennisspieler.

## Karriere
Im Laufe seiner Karriere gewann der Doppelspezialist Simonsson zwölf Turniere auf der ATP Tour, darunter elf mit Anders Järryd und einen weiteren mit seinem Bruder Stefan Simonsson. 1983 war sein erfolgreichstes Jahr, als er mit Anders Järryd bei den French Open siegte und mit der schwedischen Mannschaft im Davis-Cup-Finale stand. Mit Shlomo Glickstein erreichte er 1985 erneut das French-Open-Finale, sie unterlagen jedoch Mark Edmondson und Kim Warwick. Hans Simonsson beendete seine Profikarriere im Alter von 25 Jahren.

## Erfolge
| Legende                                                   |
| Grand Slam (1)                                            |
| Tennis Masters Cup (1)                                    |
| Mercedes-Benz Super 9 Tennis Masters Series (0)           |
| ATP Championship Series ATP International Series Gold (0) |
| ATP World Series ATP International Series (10)            |

| Titel nach Belag |
| Hartplatz (3)    |
| Sand (7)         |
| Rasen (0)        |
| Teppich (2)      |

### Doppel
| Nr. | Datum | Turnier       | Belag         | Partner          | Finalgegner                     | Ergebnis                |
| --- | ----- | ------------- | ------------- | ---------------- | ------------------------------- | ----------------------- |
| 1.  | 1981  | Linz (1)      | Hartplatz (i) | Anders Järryd    | Brad Drewett Pavel Složil       | 6:4, 7:6                |
| 2.  | 1981  | Barcelona (1) | Sand          | Anders Järryd    | Hans Gildemeister Andrés Gómez  | 6:1, 6:4                |
| 3.  | 1982  | Linz (2)      | Sand          | Anders Järryd    | Rod Frawley Paul Kronk          | 6:2, 6:0                |
| 4.  | 1982  | Båstad        | Sand          | Anders Järryd    | Joakim Nyström Mats Wilander    | 0:6, 6:3, 7:6           |
| 5.  | 1982  | Barcelona (2) | Sand          | Anders Järryd    | Carlos Kirmayr Cássio Motta     | 6:3, 6:2                |
| 6.  | 1982  | Ancona        | Teppich (i)   | Anders Järryd    | Tim Gullikson Bernard Mitton    | 4:6, 6:3, 7:6           |
| 7.  | 1983  | French Open   | Sand          | Anders Järryd    | Mark Edmondson Sherwood Stewart | 7:64, 6:4, 6:2          |
| 8.  | 1983  | Barcelona (3) | Sand          | Anders Järryd    | Jim Gurfein Erick Iskersky      | 7:5, 6:3                |
| 9.  | 1983  | Stockholm     | Hartplatz (i) | Anders Järryd    | Peter Fleming Johan Kriek       | 6:3, 6:4                |
| 10. | 1984  | London        | Teppich (i)   | Anders Järryd    | Pavel Složil Tomáš Šmíd         | 1:6, 6:3, 3:6, 6:4, 6:3 |
| 11. | 1984  | Sydney        | Hartplatz (i) | Anders Järryd    | Mark Edmondson Sherwood Stewart | 6:4, 6:4                |
| 12. | 1985  | Hilversum     | Sand          | Stefan Simonsson | Carl Limberger Mark Woodforde   | 6:3, 6:4                |